# Xanthopimpla
Xanthopimpla är ett släkte av steklar. Xanthopimpla ingår i familjen brokparasitsteklar.

## Dottertaxa tillXanthopimpla, i alfabetisk ordning[1]
- Xanthopimpla abnormis
- Xanthopimpla acuta
- Xanthopimpla adnata
- Xanthopimpla aliena
- Xanthopimpla alternans
- Xanthopimpla amon
- Xanthopimpla amphimelaena
- Xanthopimpla anchoroides
- Xanthopimpla ankhu
- Xanthopimpla annulata
- Xanthopimpla ansata
- Xanthopimpla apicalis
- Xanthopimpla appendicularis
- Xanthopimpla arealis
- Xanthopimpla articulata
- Xanthopimpla atriclunis
- Xanthopimpla attenuata
- Xanthopimpla aurita
- Xanthopimpla australis
- Xanthopimpla barak
- Xanthopimpla barodaensis
- Xanthopimpla bifida
- Xanthopimpla bilateralis
- Xanthopimpla binodus
- Xanthopimpla bistrigata
- Xanthopimpla bitaeniata
- Xanthopimpla brachycentra
- Xanthopimpla brachyparea
- Xanthopimpla brevibasis
- Xanthopimpla brevicarina
- Xanthopimpla brevicauda
- Xanthopimpla brullei
- Xanthopimpla buettneri
- Xanthopimpla cacerymna
- Xanthopimpla calva
- Xanthopimpla cheesmanae
- Xanthopimpla circularis
- Xanthopimpla citrina
- Xanthopimpla clavata
- Xanthopimpla clivulus
- Xanthopimpla coalita
- Xanthopimpla coelocnema
- Xanthopimpla conica
- Xanthopimpla connexa
- Xanthopimpla conradti
- Xanthopimpla corynoceros
- Xanthopimpla costicoxis
- Xanthopimpla craspedoptera
- Xanthopimpla crassipes
- Xanthopimpla crassipuncta
- Xanthopimpla cruralis
- Xanthopimpla cryptata
- Xanthopimpla cuneata
- Xanthopimpla curta
- Xanthopimpla curvata
- Xanthopimpla curvicaudata
- Xanthopimpla curvimaculata
- Xanthopimpla decurtata
- Xanthopimpla densa
- Xanthopimpla deplanata
- Xanthopimpla despinosa
- Xanthopimpla detrita
- Xanthopimpla didyma
- Xanthopimpla diplonyx
- Xanthopimpla disjuncta
- Xanthopimpla divergens
- Xanthopimpla dorsigera
- Xanthopimpla dumazeri
- Xanthopimpla dysticha
- Xanthopimpla ecaudata
- Xanthopimpla edentangula
- Xanthopimpla elegans
- Xanthopimpla enderleini
- Xanthopimpla eous
- Xanthopimpla eurycephala
- Xanthopimpla euryglutus
- Xanthopimpla exigua
- Xanthopimpla exigutubula
- Xanthopimpla exocha
- Xanthopimpla fastigiata
- Xanthopimpla femoralis
- Xanthopimpla ferruginea
- Xanthopimpla flava
- Xanthopimpla flaviceps
- Xanthopimpla flavicorpora
- Xanthopimpla flavipennis
- Xanthopimpla flavolineata
- Xanthopimpla fortis
- Xanthopimpla fraterculus
- Xanthopimpla frontalis
- Xanthopimpla fucata
- Xanthopimpla furcata
- Xanthopimpla fusconotata
- Xanthopimpla gampsura
- Xanthopimpla gemelligutta
- Xanthopimpla glaberrima
- Xanthopimpla granulata
- Xanthopimpla guptai
- Xanthopimpla habermehli
- Xanthopimpla heinrichi
- Xanthopimpla heymonsi
- Xanthopimpla hiatus
- Xanthopimpla hildebrandti
- Xanthopimpla hirsuta
- Xanthopimpla honorata
- Xanthopimpla hova
- Xanthopimpla incompleta
- Xanthopimpla indica
- Xanthopimpla interceptor
- Xanthopimpla jacobsoni
- Xanthopimpla jonathani
- Xanthopimpla konowi
- Xanthopimpla labiata
- Xanthopimpla lambertoni
- Xanthopimpla latibasis
- Xanthopimpla laticeps
- Xanthopimpla latifacialis
- Xanthopimpla latifrons
- Xanthopimpla leiperyma
- Xanthopimpla lepcha
- Xanthopimpla leptosoma
- Xanthopimpla levibasis
- Xanthopimpla levis
- Xanthopimpla leviuscula
- Xanthopimpla lissopleuris
- Xanthopimpla longispina
- Xanthopimpla longqiensis
- Xanthopimpla luteipennis
- Xanthopimpla luzonensis
- Xanthopimpla maculata
- Xanthopimpla maculicauda
- Xanthopimpla maculicoxis
- Xanthopimpla magnimacula
- Xanthopimpla mardiensis
- Xanthopimpla maschala
- Xanthopimpla melanacantha
- Xanthopimpla melanura
- Xanthopimpla micracantha
- Xanthopimpla microporus
- Xanthopimpla mindorensis
- Xanthopimpla minuta
- Xanthopimpla mira
- Xanthopimpla modesta
- Xanthopimpla mononyx
- Xanthopimpla mucronata
- Xanthopimpla myosotis
- Xanthopimpla naenia
- Xanthopimpla naevia
- Xanthopimpla nana
- Xanthopimpla nanasiensis
- Xanthopimpla nanfenginus
- Xanthopimpla nigrifemur
- Xanthopimpla nigripectus
- Xanthopimpla nigritarsis
- Xanthopimpla novemmacularis
- Xanthopimpla occidentalis
- Xanthopimpla ochracea
- Xanthopimpla octonotata
- Xanthopimpla octopunctata
- Xanthopimpla oculata
- Xanthopimpla ogovensis
- Xanthopimpla ornatipennis
- Xanthopimpla pachymera
- Xanthopimpla pallens
- Xanthopimpla parvula
- Xanthopimpla pasohensis
- Xanthopimpla pedator
- Xanthopimpla peruana
- Xanthopimpla philippinensis
- Xanthopimpla pictifemur
- Xanthopimpla platyura
- Xanthopimpla pleuralis
- Xanthopimpla pleuroschista
- Xanthopimpla pleurosticta
- Xanthopimpla politiora
- Xanthopimpla polyspila
- Xanthopimpla prolixa
- Xanthopimpla proximans
- Xanthopimpla pubidorsis
- Xanthopimpla pulvinaris
- Xanthopimpla pumilio
- Xanthopimpla punctata
- Xanthopimpla punctidorsum
- Xanthopimpla punctifrons
- Xanthopimpla punctulata
- Xanthopimpla pusilla
- Xanthopimpla pyramidalis
- Xanthopimpla quadridens
- Xanthopimpla quadrinotata
- Xanthopimpla quadripunctata
- Xanthopimpla quatei
- Xanthopimpla rasilis
- Xanthopimpla regina
- Xanthopimpla reicherti
- Xanthopimpla rhabdomera
- Xanthopimpla rhopaloceros
- Xanthopimpla rhyta
- Xanthopimpla romani
- Xanthopimpla rupes
- Xanthopimpla scamba
- Xanthopimpla seorsicarina
- Xanthopimpla sexlineata
- Xanthopimpla sicaria
- Xanthopimpla sikkimensis
- Xanthopimpla sparsa
- Xanthopimpla spatula
- Xanthopimpla spiloptera
- Xanthopimpla splendens
- Xanthopimpla stemmator
- Xanthopimpla stenophatna
- Xanthopimpla sticta
- Xanthopimpla striata
- Xanthopimpla stulta
- Xanthopimpla subreicherti
- Xanthopimpla summervillei
- Xanthopimpla terebratrix
- Xanthopimpla terminalis
- Xanthopimpla tessmanni
- Xanthopimpla thrinax
- Xanthopimpla tonicae
- Xanthopimpla townesi
- Xanthopimpla toxopei
- Xanthopimpla trachypleuris
- Xanthopimpla transmacula
- Xanthopimpla trias
- Xanthopimpla tricapus
- Xanthopimpla trichonotus
- Xanthopimpla trifasciata
- Xanthopimpla trigonalis
- Xanthopimpla trigonophatna
- Xanthopimpla trimaculata
- Xanthopimpla triquetra
- Xanthopimpla trisignata
- Xanthopimpla trunca
- Xanthopimpla unicolor
- Xanthopimpla walshae
- Xanthopimpla varimaculata
- Xanthopimpla varivittata
- Xanthopimpla verrucula
- Xanthopimpla verticalis
- Xanthopimpla virescens
- Xanthopimpla virgipes
- Xanthopimpla xystra
- Xanthopimpla zhejiangensis